# Пимако Ту (Аризона)
Пимако Ту (енгл. Pimaco Two) насељено је место без административног статуса у америчкој савезној држави Аризона.

## Демографија
По попису из 2010. године број становника је 682.
| Група             | 2000.    | 2010.       |
| Белци             | 0 (0,0%) | 562 (82,4%) |
| Афроамериканци    | 0 (0,0%) | 3 (0,4%)    |
| Азијати           | 0 (0,0%) | 7 (1,0%)    |
| Хиспаноамериканци | 0 (0,0%) | 95 (13,9%)  |
| Укупно            | 0        | 682         |